# Winthemia intonsa
Winthemia intonsa là một loài ruồi trong họ Tachinidae.